# Midnight Heart Tune
Midnight Heart Tune (真夜中ハートチューン?, Mayonaka Hāto Chūn) è un manga scritto e disegnato da Masakuni Igarashi. Ha iniziato la serializzazione sulla rivista Weekly Shōnen Magazine di Kōdansha il 20 settembre 2023. La serie è contemporaneamente serializzata in inglese sul servizio digitale K Manga di Kōdansha. Un adattamento televisivo anime prodotto da Gekkō è previsto per il 2026.

## Trama
Arisu Yamabuki, al secondo anno di liceo, è alla ricerca di una misteriosa ragazza conosciuta con lo pseudonimo "Apollo", un'emittente radiofonica che trasmetteva dirette audio su Internet anni prima, ma di cui Arisu non conosce né il volto né il vero nome. Durante le sue indagini, Arisu scopre un indizio su Apollo nel club delle telecomunicazioni della sua scuola, dove incontra quattro ragazze che sognano di intraprendere una carriera legata alla voce. Convinto che una di loro possa essere Apollo, Arisu si offre di aiutarle a realizzare i loro sogni, investendo nel talento di ciascuna. 

## Personaggi
Arisu Yamabuki (山吹 有栖?, Yamabuki Arisu)
Protagonista, è attualmente uno studente del secondo anno delle superiori. Ha ascoltato una personalità radiofonica conosciuta solo con lo pseudonimo di Apollo quando era alle scuole medie ed è determinato a scoprire la sua vera identità.
Shinobu Uzuki (雨月 しのぶ?, Uzuki Shinobu)
Doppiata da: Ayane Sakura (video promozionale), Miku Itō (anime)
Studentessa delle superiori e membro del club delle telecomunicazioni. Il suo obiettivo è quello di diventare annunciatrice.
Nene Himekawa (日芽川 寧々?, Himekawa Nene)
Doppiata da: Ayane Sakura (video promozionale), Rumi Ōkubo (anime)
Studentessa delle superiori e membro del club delle telecomunicazioni. Mira a diventare una doppiatrice.
Iko Kirino (霧乃 イコ?, Kirino Iko)
Doppiata da: Ayane Sakura (video promozionale), Sayumi Suzushiro (anime)
Studentessa delle superiori e membro del club delle telecomunicazioni. Il suo obiettivo è quello di diventare una VTuber.
Rikka Inohana (井ノ華 六花?, Inohana Rikka)
Doppiata da: Ayane Sakura (video promozionale), Momoko Seto (anime)
Studentessa delle superiori e membro del club delle telecomunicazioni. Il suo obiettivo è quello di diventare una cantante.

## Media

### Manga
Il manga è scritto e disegnato da Masakuni Igarashi. Ha iniziato la serializzazione sulla rivista Weekly Shōnen Magazine di Kōdansha il 20 settembre 2023. Viene anche pubblicato simultaneamente in inglese sul servizio digitale K Manga di Kōdansha.
I capitoli vengono raccolti in volumi tankōbon a partire dal 15 dicembre 2023, data di pubblicazione del primo volume. Per promuovere questa uscita, è stato pubblicato un articolo con un'intervista e una collaborazione con la VTuber Ui Shigure, accompagnati dai commenti della doppiatrice Kana Hanazawa. Il secondo volume è stato pubblicato il 16 febbraio 2024, supportato da un video promozionale in cui Ayane Sakura doppia i personaggi femminili. Al 17 giugno 2025, sono stati pubblicati complessivamente 9 volumi.
In Italia la serie è stata annunciata durante il Milan Games Week & Cartoomics 2024 da Edizioni BD che la pubblica sotto l'etichetta J-Pop a partire dal 12 febbraio 2025.
Durante il loro panel al San Diego Comic-Con 2024, Kodansha USA ha annunciato di aver concesso la licenza della serie per la pubblicazione in inglese a partire dal secondo trimestre del 2025.

#### Volumi
| 1  | 15 dicembre 2023 | ISBN 978-4-06-533754-7 | 12 febbraio 2025 | ISBN 978-88-349-3238-4 |
| 1  | Capitoli - 1. (RE：START?) - 2. (山吹有栖がお送りしました?, Yamabuki Arisu ga okuri shimashita) - 3. (うそつき?, Uso-tsuki) - 4. (キスまで3週間?, Kisu made san shūkan) - 5. (オーバーチュア?, Ōbāchua) |                        |                  |                        |
| 2  | 16 febbraio 2024 | ISBN 978-4-06-534570-2 | 30 aprile 2025   | ISBN 978-88-349-3330-5 |
| 2  | Capitoli - 6. (恥ずかしいなら鍵をかけろ?, Hazukashīnara kagi o kakero) - 7. (カメラの前では笑えない!!?, Kamera no maede wa waraenai!!) - 8. (キミの前では笑えない…！?, Kimi no maede wa waraenai…!) - 9. (夜までコースで２人きり?, Yoru made kōsu de 2-ri kiri) - 10. (共犯?, Kyōhan) - 11. (顧問の名前はレモンちゃん?, Komon no namae wa Remon-chan) - 12. (誰の声かわからない?, Dare no koe ka wakaranai) - 13. (山吹有栖君です?, Yamabuki Arisu-kun desu) - 14. (フライバイ・アノマリー?, Furaibai Anomarī)                                                                      |                        |                  |                        |
| 3  | 17 aprile 2024 | ISBN 978-4-06-535415-5 | 11 giugno 2025   | ISBN 978-88-349-3531-6 |
| 3  | Capitoli - 15. (寧々は見た?, Nene wa mita) - 16. (PIECE OF CAKE（朝飯前さ）?, Pīsu OF CAKE (asameshi mae sa)) - 17. (お熱いのでお気をつけて?, O atsui no de o ki o tsukete) - 18. (20点は誤差のうち?, 20-ten wa gosa no uchi) - 19. (忘れっぽいんだ?, Wasureppoi nda) - 20. (感情は衝動?, Kanjō wa shōdō) - 21. (感傷は昇騰?, Kanshō wa shōtō) - 22. (リベンジ成功?, Ribenji seikō) - 23. (全部 キミのせいだよ?, Zenbu kimi no seida yo) |                        |                  |                        |
| 4  | 17 giugno 2024 | ISBN 978-4-06-535777-4 | 6 agosto 2025    | ISBN 978-88-349-3587-3 |
| 4  | Capitoli - 24. (青天の霹靂?, Seiten no hekireki) - 25. (直接触れるんだ?, Chokusetsu fureru nda) - 26. (黒風白雨?, Kokufū hakuu) - 27. (キスorハグ?, Kisu or Hagu) - 28. (少し目を離した隙に?, Sukoshi me o hanashita suki ni) - 29. (SECRET TRACK?) - 30. (cerestial［天上の］?, Cerestial [tenjō no]) - 31. (六花の最前列で?, Rikka no sai zenretsu de) - 32. (反逆の証?, Hangyaku no akashi) |                        |                  |                        |
| 5  | 17 settembre 2024 | ISBN 978-4-06-536773-5 | ottobre 2025     | ISBN 978-88-349-3697-9 |
| 5  | Capitoli - 33. (記述問題はでたらめ?, Kijutsu mondai wa detarame) - 34. (夜の空気にあてられて?, Yoru no kūki ni ate rarete) - 35. (×ザヨリ・コイア〇（末座より・恋余る）?, × Zayori Koia 〇 (Matsuza yori koi amaru)) - 36. (あみだで決まったから?, Amida de kimatta kara) - 37. (懐に入るんだ?, Futokoro ni hairu nda) - 38. (四方山吹き荒れ夜が更ける?, Shihō Yamabuki are yoru ga fukeru) - 39. (君のために一肌?, Kimi no tame ni hito hada) - 40. (あなたが好きか見せたがりのどっちか?, Anata ga suki ka miseta gari no dotchi ka) - 41. (大切なお話を?, Taisetsu na ohanashi o) |                        |                  |                        |
| 6  | 15 novembre 2024 | ISBN 978-4-06-537511-2 | —                | —                      |
| 6  | Capitoli - 42. (花火は待ってくれない?, Hanabi wa matte kurenai) - 43. (見つけた?, Mitsuketa) - 44. (追い風用意?, Oikaze yōi) - 45. (事実ではないのだけど…?, Jijitsude wa nai nodakedo…) - 46. (見つめる鍋は煮立たない?, Mitsumeru nabe wa nitatanai) - 47. (鞍替え?, Kuragae) - 48. (おそろだよ?, O soroda yo) - 49. (百年醒めない恋をしよう?, Hyakunen samenai koi o shiyō) - 50. (ランデブーしようか?, Randebū shiyou ka) |                        |                  |                        |
| 7  | 17 gennaio 2025 | ISBN 978-4-06-538132-8 | —                | —                      |
| 7  | Capitoli - 51. (夏のやり残し?, Natsu no yari nokoshi) - 52. (隠し事のサイン?, Kakushigoto no sain) - 53. (声唇一倒 （せいしんいっとう）?, Koe kuchibiru ittō (Seishin ittō)) - 54. (隣には大船が?, Tonari ni wa ōfune ga) - 55. (いつも近くに山吹が?, Itsumo chikaku ni Yamabuki ga) - 56. (かけたい少女?, Kaketai shōjo) - 57. (機嫌の悪い少女たち?, Kigen no warui shōjo-tachi) - 58. (嫌?, Iya) |                        |                  |                        |
| 8  | 17 marzo 2025 | ISBN 978-4-06-538706-1 | —                | —                      |
| 8  | Capitoli - 59. (誉め言葉に勘定しておく?, Homekotoba ni kanjō shite oku) - 60. (え？?, E?) - 61. (うかうかしてると…?, Ukauka shi teru to…) - 62. (恋愛の練習?, Ren'ai no renshū) - 63. (何も恥ずべきことなどない?, Nani mo hazubeki koto nado nai) - 64. (手のひら返し?, Te no hira gaeshi) - 65. (スイングバイ?, Suingu Bai) - 66. (行方の果て?, Yukue no hate) |                        |                  |                        |
| 9  | 17 giugno 2025 | ISBN 978-4-06-539757-2 | —                | —                      |
| 9  | Capitoli - 67. (触れてないんだ?, Fure tenai nda) - 68. (3秒無音は放送事故?, San-byō muon wa hōsō jiko) - 69. (お気に召すまま?, Oki ni mesu mama) - 70. (誰??, Dare?) - 71. (パスファインダー?, Pasufaindā) - 72. (そういうところがホントに…?, Sōiu tokoro ga honto ni…) - 73. (二人っきりになりたい?, Futari-kkiri ni naritai) - 74. (よそ見のせいだよ?, Yosomi no seida yo) - 75. (もっかい…！?, Mokkai…!) |                        |                  |                        |
| 10 | 17 settembre 2025 | ISBN 978-4-06-540709-7 | —                | —                      |

#### Capitoli non ancora in formatotankōbon
Questa lista è suscettibile di variazioni e potrebbe essere incompleta o non aggiornata.

- 76.  (↑結局気合い十二分?, ￪ Kekkyoku kiai jūnibun)
- 77.  (人の目なんか気にならない?, Hito no me nanka ki ni naranai)
- 78.  (3月のウサギ?, 3 tsuki no usagi)
- 79.  (忘れないでくれ?, Wasurenaide kure)
- 80.  (月夜に背中炙る?, Tsukiyo ni senaka aburu)
- 81.  (キミのせい／すめらぎイコン?, Kimi no sei/Sumeragi Ikon)
- 82.  (Give me a buzz（連絡待ってます)?, Gibu me a buzz (renraku mattemasu))
- 83.  (ご褒美のアイス代?, Go hōbi no aisu-dai)
- 84.  (大嫌い?, Daikirai)
- 85.  (袖を引き合う少女達?, Sode o hikiau shōjo-tachi)
- 86.  (愛してる?, Aishiteru)

### Anime
Il 14 marzo 2025 è stato annunciato un adattamento anime. La serie è prodotta da Gekkō e diretta da Masayuki Takahashi, con sceneggiature scritte da Yukie Sugawara e il character design di Tomoyuki Shitaya. La trasmissione è prevista per il 2026.

## Accoglienza
La serie si è classificata al 14º posto nella categoria cartacea alla decima edizione del Next Manga Award nel 2024.